# Yale (circonscription britanno-colombienne)
Pour les articles homonymes, voir Yale (homonymie).
Circonscription électorale provinciale du Canada
Yale est une ancienne circonscription provinciale de la Colombie-Britannique représentée à l'Assemblée législative de la Colombie-Britannique lors de l'intégration de la province dans la Confédération canadienne dès 1871 à 1894, ainsi que de 1903 à 1966.

## Géographie
Le circonscription était située dans le centre-sud de la Colombie-Britannique.

## Liste des députés

### 1871-1894
| Législature                                                | Années    | Député | Député               | Parti             | Député                  | Député                  | Parti               | Député     | Député          | Parti        |
| Yale                                                       | Yale      | Yale   | Yale                 | Yale              | Yale                    | Yale                    | Yale                | Yale       | Yale            | Yale         |
| ---------------------------------------------------------- | --------- | ------ | -------------------- | ----------------- | ----------------------- | ----------------------- | ------------------- | ---------- | --------------- | ------------ |
| 1re                                                        | 1871–1875 |        | James Robinson       | Indépendant       |                         | Charles Augustus Semlin | Indépendant         |            | Robert Smith    | Indépendant  |
| 2e                                                         | 1875–1878 |        | John Andrew Mara     | Caucus réformiste |                         | Forbes George Vernon    | Caucus réformiste   |            | Robert Smith    | Ind. Gouv.   |
| 3e                                                         | 1878–1882 |        | John Andrew Mara     | Gouvernement      |                         | Forbes George Vernon    | Gouvernement        |            | Preston Bennett | Gouvernement |
| 4e                                                         | 1882–1882 |        | John Andrew Mara     | Gouvernement      | Charles Augustus Semlin | Indépendant             |                     |            | Preston Bennett | Gouvernement |
| 4e                                                         | 1882-1886 |        | John Andrew Mara     | Gouvernement      | Charles Augustus Semlin | Indépendant             | George Bohun Martin | Opposition |                 |              |
| 5e                                                         | 1886–1890 |        | Forbes George Vernon | Gouvernement      | Charles Augustus Semlin |                         | George Bohun Martin | Opposition |                 | Gouvernement |
| 6e                                                         | 1890–1894 |        | Forbes George Vernon | Gouvernement      | Charles Augustus Semlin |                         | George Bohun Martin | Opposition |                 | Gouvernement |
| Nouvelle abolie, voir : Yale-East, Yale-North et Yale-West |           |        |                      |                   |                         |                         |                     |            |                 |              |

### 1903-1966
| Législature                                                          | Années                                                               | Député                                                               | Député                                                               | Parti                                                                |
| Nouvelle circonscription issue de Yale-East, Yale-North et Yale-West | Nouvelle circonscription issue de Yale-East, Yale-North et Yale-West | Nouvelle circonscription issue de Yale-East, Yale-North et Yale-West | Nouvelle circonscription issue de Yale-East, Yale-North et Yale-West | Nouvelle circonscription issue de Yale-East, Yale-North et Yale-West |
| -------------------------------------------------------------------- | -------------------------------------------------------------------- | -------------------------------------------------------------------- | -------------------------------------------------------------------- | -------------------------------------------------------------------- |
| 10e                                                                  | 1903–1907                                                            |                                                                      | Stuart Alexander Henderson                                           | Libéral                                                              |
| 11e                                                                  | 1907–1909                                                            |                                                                      | Stuart Alexander Henderson                                           | Libéral                                                              |
| 12e                                                                  | 1909–1910                                                            |                                                                      | Richard McBride                                                      | Conservateur                                                         |
| 12e                                                                  | 1910-1912                                                            | Alexander Lucas                                                      |                                                                      | Conservateur                                                         |
| 13e                                                                  | 1912–1916                                                            | Alexander Lucas                                                      |                                                                      | Conservateur                                                         |
| 14e                                                                  | 1916–1920                                                            |                                                                      | Joseph Walters                                                       | Libéral                                                              |
| 15e                                                                  | 1920–1924                                                            |                                                                      | John McRae                                                           | Conservateur                                                         |
| 16e                                                                  | 1924–1928                                                            |                                                                      | John Duncan MacLean                                                  | Libéral                                                              |
| 17e                                                                  | 1928–1933                                                            | John Joseph Alban Gillis                                             |                                                                      | Libéral                                                              |
| 18e                                                                  | 1933–1937                                                            | John Joseph Alban Gillis                                             |                                                                      | Libéral                                                              |
| 19e                                                                  | 1937–1941                                                            | John Joseph Alban Gillis                                             |                                                                      | Libéral                                                              |
| 20e                                                                  | 1941–1945                                                            | John Joseph Alban Gillis                                             |                                                                      | Libéral                                                              |
| 21e                                                                  | 1945–1949                                                            | John Joseph Alban Gillis                                             |                                                                      | Libéral                                                              |
| 22e                                                                  | 1949–1952                                                            | John Joseph Alban Gillis                                             |                                                                      | Coalition                                                            |
| 23e                                                                  | 1952–1953                                                            |                                                                      | Irvine Finlay Corbett                                                | Créditiste                                                           |
| 24e                                                                  | 1953–1956                                                            |                                                                      | Irvine Finlay Corbett                                                | Créditiste                                                           |
| 25e                                                                  | 1956–1960                                                            |                                                                      | Irvine Finlay Corbett                                                | Créditiste                                                           |
| 26e                                                                  | 1960–1963                                                            |                                                                      | Irvine Finlay Corbett                                                | Créditiste                                                           |
| 27e                                                                  | 1963–1966                                                            |                                                                      | William Leonard Hartley                                              | Néo-démocrate                                                        |
| Circonscription abolie, voir : Yale-Lillooet                         |                                                                      |                                                                      |                                                                      |                                                                      |